# Янчук Дмитро Петрович
Дмитро Петрович Янчук  — український волейболіст, догравальник. Гравець «Епіцентр-Подоляни» і збірної України. Переможець Євроліги 2024 року. Майстер спорту України міжнародного класу (2024).

## Життєпис
Народився 19 травня 1999 року в селі Озерці Луцького району.
Розпочав професійну кар'єру у 2016 луцькому клубі «Олюртранс».
Провів три сезони у складі ВК «Прометей», з яким двічі став чемпіоном України. За третє місце у національній першості 2022 року отримав звання Майстер спорту України.
Студент факультету фізичної культури, спорту та здоров'я Волинського національного університету імені Лесі Українки.
У 2024 році вперше був викликаний до складу національної збірної України, з якою виграв Золоту Євроліга.
У 2024 приєднався до клубу Епіцентр-Подоляни з Городка. У сезоні 2024—2025 він був визнаний найціннішим гравцем Суперліги.

## Досягнення

### Клубні
Україна 
- Чемпіон України (3): 2022–2023, 2023–2024, 2024–2025.
- Бронзовий призер України (1): 2021–2022.

- Переможець Кубка України (1): 2024—2025.
- Фіналіст Кубка України (2): 2022—2023, 2023—2024.

- Переможець Суперкубка України (1): 2024–2025.
- Фіналісти Суперкубка України (1): 2023–2024.

- Чемпіон Вищої ліги України: 2020—2021.

### У збірній
- Чемпіон Євроліги (1): 2024.

### Індивідуальні
- MVP Чемпіонату України 2024—2025.